# 布施浄慧
布施 浄慧（ふせ じょうえ、1934年（昭和9年）3月25日 - ）は、真言宗智山派の僧。管長。智積院第72代化主。大正大学大学院修了。京都府京都市出身。

## 生涯
埼玉県出身。大正大学卒業後、同大学大学院に進学し博士課程後期を満期退学。その後、大正大学の講師に就任。
埼玉県久喜市の吉祥院住職を務める傍ら、成田山勧学院教授・智山講伝所上座阿闍梨・宗機顧問などを歴任。2019年（令和元年）6月28日に真言宗智山派の管長と智積院の第72代化主に就任。2021年（令和3年）に後七日御修法大阿闍梨を務め、真言宗長者となる。

## 著書
- 『真言密教印相写真・解説』（名著普及会、1990年1月1日）
- 『真言宗戒名熟語法話ヒント事典』（四季社、2000年1月1日）
- 『平成版秘密儀軌大系〈1〉不動明王』（四季社、2002年11月1日）
- 『平成版秘密儀軌大系〈3〉四度加行〈上巻〉』（四季社、2006年1月1日）
- 『諸大事十結 (真言祈祷大系)』（四季社、2006年12月1日）
- 『御流神道竪横印信 (真言祈祷大系)』（四季社、2007年2月1日）